# Český Superpohár 2012
La Český Superpohár 2012 si è disputata il 20 luglio allo Stadion u Nisy di Liberec. La sfida ha visto contrapposte lo Slovan Liberec campione di Repubblica Ceca in carica e il Sigma Olomouc detentore dell'ultima Coppa della Repubblica Ceca.
Il Sigma Olomouc ha conquistato il suo primo titolo.

## Tabellino
| Arbitro: | Richard Trutz |

|  |           |                              |
|  | Marcatori | 24’ Doležal 27’ (rig.) Ordoš |